# Pseudotriphyllus ohbayashii
Pseudotriphyllus ohbayashii är en skalbaggsart som beskrevs av Miyatake 1968. Pseudotriphyllus ohbayashii ingår i släktet Pseudotriphyllus och familjen vedsvampbaggar. Inga underarter finns listade i Catalogue of Life.